# مریرت
مریرت (به فرانسوی: M'rirt) یک منطقهٔ مسکونی در مراکش است که در Khénifra Province واقع شده است. مریرت ۳۵٬۱۹۶ نفر جمعیت دارد.